# آلکساندر فادیف
آلکساندر آلکساندروویچ فادیف (به روسی: Алекса́ндр Алекса́ндрович Фаде́ев) از نویسندگان اهل شوروی که در سال ۱۹۰۱ زاده شد و به سال ۱۹۵۶ درگذشت.

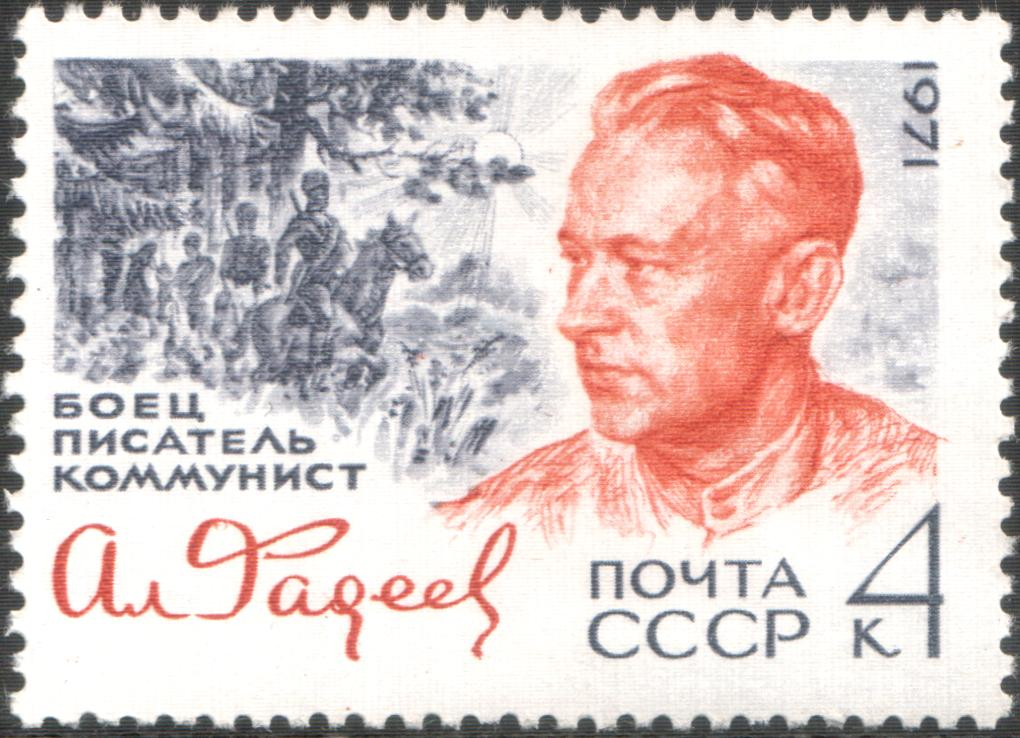
تمبر یادبود آلکساندر فادیف

او از بنیان‌گذاران انجمن نویسندگان شوروی بود و ریاست آن‌را از ۱۹۴۶ تا ۱۹۵۴ برعهده داشت.
فادیف پس از رسیدن به ریاست انجمن نویسندگان شوروی گفت: «بوریس پاسترناک که مدافع ما نیست چه حقی دارد که از احترام ما برخوردار شود» و در همان دوران بود که روشنفکران در زیر پای توده‌های بی‌خبر از همه‌جا و روشنفکران بی‌استعداد سرخورده له می‌شدند. فادیف، سی سال بعد، سرانجام گفته‌های شاعران و نویسندگان سرکوب‌شده را درک کرد و از فرط نومیدی و ناباوری، پس از ابتلا به الکلیسم، در رنج و عذابی رقت‌انگیز خودکشی کرد.

## آثار
- دوران محاصره
- شکست
- نگهبان جوان {گارد جوان} (۱۹۴۵)
- لنینگراد
- آخرین اودگ‌ها {آخرین نفر} (۴۰-۱۹۲۹)